# Phare de Lødingen
Le phare de Lødingen (en norvégien : Lødingen fyr) est un feu côtier situé dans la commune de Ballangen, dans le Comté de Nordland (Norvège).
Il est géré par l'administration côtière norvégienne (en norvégien : Kystverket).

## Histoire
Le premier phare en pierre a été construit en 1892. Il a été détruit à l'activation du phare de Rotvær en 1914.
Le feu actuel est érigé sur un promontoire à l'entrée du port de Lødingen.

## Description
Le phare  est une petite tour pyramidale de 8 mètres de haut, avec une galerie et une lanterne. La tour est blanche et le dôme de la lanterne est rouge. Son feu à occultations émet, à une hauteur focale de 22 mètres, un éclat blanc et rouge selon différents secteurs toutes les 6 secondes. Sa portée nominale est de 12 milles nautiques (environ 22 km) pour le feu blanc et 9 pour le feu rouge.
Identifiant : ARLHS : NOR-160 ; NF-7340 - Amirauté : L2783 - NGA : 11284 .
|                |
| L'ancien phare |

### Lien connexe
- Liste des phares de Norvège